# Ignacio Bringas
Ignacio Bringas (San Miguel de Tucumán, ca. 1798 - Rumihuasi, julio de 1842) fue un militar argentino que participó en las guerras civiles argentinas desde el año 1819, en una época en que la Provincia de Tucumán estuvo sometida casi continuamente a conflictos intestinos armados.

## Biografía
Hijo de inmigrantes vizcaínos, se enroló en el Ejército del Norte a fines de la década de 1810. En 1819 apoyó la revolución que llevó al gobierno de la República de Tucumán a Bernabé Aráoz, a quien apoyó también a lo largo de las guerras civiles que se sucedieron entre 1820 y 1823. Participó en varios combates y ascendió al grado de capitán.
Tras la muerte de Aráoz, apoyó la revolución del coronel Lamadrid contra el gobernador Javier López, y participó en el Combate de Rincón de Santa Bárbara. Fue ascendido al grado de teniente coronel, con el que participó en la Batalla de Rincón de Valladares contra Facundo Quiroga. Tras la derrota, acompañó a Lamadrid a su exilio en Bolivia.
En 1828 acompañó a Lamadrid en su viaje a la Provincia de Buenos Aires, desde donde se unió al ejército del general Paz en su campaña a Córdoba. Participó en las batallas de San Roque, La Tablada y Oncativo. Luchó nuevamente en la Batalla de La Ciudadela a órdenes de Lamadrid, donde este fue nuevamente derrotado por Facundo Quiroga. Volvió a partid al  destierro a Bolivia, junto a Lamadrid.
Regresó a Tucumán algunos meses más tarde, durante el gobierno de Alejandro Heredia; se casó con Candelaria Ruíz Huidobro, hija de Diego Martín Ruíz Huidobro.
Tras la muerte de Heredia, se incorporó al ejército de la Provincia de Tucumán en tiempos de la Coalición del Norte, alcanzando el grado de coronel. Participó en las campañas sobre Santiago del Estero y Córdoba. A órdenes de Lamadrid participó en la campaña de Cuyo, participando en la Batalla de Rodeo del Medio. Tras la derrota pasó a Chile, radicándose en la ciudad de Copiapó.
En 1842 fue el tercer oficial en la campaña de los emigrados unitarios sobre las provincias del noroeste argentino. Sus jefes eran los coroneles Ángel Vicente Peñaloza y Florentín Santos de León. La expedición se dividió en dos columnas, y mientras Peñaloza se dirigía a La Rioja y desde allí hacia Tucumán, Santos de León, secundado por Bringas, se dirigió con algunas centenas de hombres hacia la misma provincia, a través de los Valles Calchaquíes. Tras obtener una pequeña victoria, fueron derrotados en el Combate de Rumihuasi –provincia de Tucumán– en el mes de julio. Bringas murió en combate, mientras que su jefe sería capturado y fusilado poco después.
Su hijo Exequias Bringas –posiblemente su nombre haya sido una mala trascripción del nombre del rey bíblico Ezequías– se radicó en la Provincia de La Rioja y fue también militar, llegando al grado de teniente coronel.